# Gara Déli-Budapesta
Gara Déli Budapesta sau Gara de Sud din Budapesta este a treia cea mai mare gară din Budapesta, după Gara Keleti și Gara Nyugati. Această gară se găsește în Districtul 1 al capitalei.
Gara Déli este extremitatea de vest a liniei M2 de metrou din Budapesta.